# Santiago Bañeras i Goday
Santiago Bañeras i Goday (Palamós, Baix Empordà, 22 de juliol de 1913 - 6 de gener de 1985) fou un músic, escriptor i poeta.
Rep les primeres lliçons de música dels mestres "Paixero" i Eduard Castelló, ampliant els estudis a l'Acadèmia Ainaud, de Barcelona. Com a instrumentista dominava el flabiol, el violí, la bateria, la viola, el trombó i el fiscorn. Va ser un dels fundadors del Trio Palamós, va impulsar la coral El Progrés i va fundar la coral Marinada.
Va pertànyer a les cobles La Principal de Palamós (1941-1951), l'Amoga de Vidreres (1951-1955) o l'orquestra Guíxols. El 1956 fou un dels fundadors de la cobla Costa Brava de Palafrugell on hi actuà fins al 1959.
En la seva faceta de compositor va escriure dues sardanes, Rondalles de l'avi i A Palamós fan pipes; tres havaneres, Octubre a la Fosca, Cant a la Primavera i Barcarola, cançons a quatre veus, els Goigs a Nostra Senyora de Bell-lloc, dues caramelles, un vals mariner i moltes harmonitzacions i arranjaments.
Polifacètic, també va fer incursions en l'escriptura amb el llibre Aquelles barberies, que va escriure en memòria del seu pare, i la poesia. Molt integrat a la vida social de Palamós va ocupar un inacabable nombre de càrrecs, entre ells el de director de la coral El Progrés i fundador, redactor de la revista La Proa i promotor del Museu Cau de la Costa Brava.
El setembre del 1990 Palamós va fer-li un homenatge. Fou declarat fill predilecte de la vila de Palamós a títol pòstum en un ple extraordinari, abans del lliurament de plaques del Club de Jubilats Sant Jordi, l'Associació de la Gent Gran de Palamós i la societat coral El Progrés. També es va presentar un llibre pòstum titulat Noms i fets de Palamós amb dibuixos d'Albert Roca. Es va descrobrir una placa i es va fer una ofrena floral al davant de la seva tomba. Un carrer de Palamós porta el seu nom.